# Trichoschoenus bosseri
Trichoschoenus bosseri är en halvgräsart som beskrevs av Jean Raynal. Trichoschoenus bosseri ingår i släktet Trichoschoenus och familjen halvgräs. Inga underarter finns listade i Catalogue of Life.